# Godoya
Godoya es un género de plantas fanerógamas que pertenecen a la familia Ochnaceae.  Comprende 15 especies descritas y de estas, solo 2  aceptadas.

## Taxonomía
El género fue descrito por Ruiz & Pav. y publicado en Florae Peruvianae, et Chilensis Prodromus 58, t. 11. 1794.  La especie tipo es: Godoya obovata Ruiz & Pav.

## Especies aceptadas
A continuación se brinda un listado de las especies del género Godoya  aceptadas hasta mayo de 2014, ordenadas alfabéticamente. Para cada una se indica el nombre binomial seguido del autor, abreviado según las convenciones y usos: 
- Godoya antioquiensis Planch.
- Godoya obovata Ruiz & Pav.